# Court-circuit : Cinq Histoires d'amour
Pour plus de détails, voir Fiche technique et Distribution.
Court-circuit : Cinq Histoires d'amour (Короткое замыкание) est un film à sketches russe réalisé par Piotr Bouslov, Ivan Vyrypaïev, Alexeï Alexeïevitch Guerman, Boris Khlebnikov, Kirill Serebrennikov, sorti en 2009.

## Fiche technique
- Titre français : Court-circuit : Cinq Histoires d'amour[2]
- Titre original : Короткое замыкание, Korotkoie zamykanie
- Photographie : Fiodor Liass, Chandor Berkechi, Igor Griniakin
- Musique : Darin Sysoiev, Alexandre Louchin
- Décors : Olga Khlebnikova, Sergeï Tyrin, Nikolaï Simonov
- Montage : Ivan Lebedev, Sergeï Ivanov, Pavel Khanioutin